# Гамбургская обсерватория
Гамбургская обсерватория (нем. Hamburger Sternwarte) — астрономическая обсерватория, принадлежащая Гамбургскому университету, Германия. Обсерватория расположена в городке Бергедорф. Код обсерватории «029» и «516».

## История обсерватории
Первоначально обсерватория была расположена в Миллернторе. Строительство было завершено в 1802 году. В 1825 году обсерваторию перенесли в здание на городской стене. В 1830 году обсерваторию возглавил астроном Карл Рюмкер. Из-за увеличивающегося лёгкого загрязнения и ухудшения условий наблюдения, в 1906 году было решено переместить обсерваторию в Бергедорф. В 1909 году первые инструменты были перемещены туда, и в 1912 году новая обсерватория была официально открыта.
В честь обсерватории назван астероид (797) Монтана (от латинского mons — гора), открытый в 1914 году. Это был первый астероид, открытый в Гамбургской обсерватории. А астероид (906) Репсольда, открытый в 1918 году, назван в честь основателя обсерватории Иоганна Георга Репсольда. 